# Ramrod
Ramrod è un EP di Foetus, qui accreditato come Scraping Foetus Off The Wheel, progetto del musicista australiano James George Thirlwell, pubblicato nel 1987 dalla Self Immolation attraverso la Some Bizzare Records.

## Tracce
1. Ramrod – 6:08
2. Boxhead – 3:40
3. Smut – 4:32

## Formazione
- Clint Ruin e Scraping Foetus Off The Wheel James George Thirlwell - Performer